# 3D-Dokumentation
3D-Dokumentation beschreibt die realitätsgetreue und dreidimensionale Abbildung von Körpern in digitaler Form. Die benötigten Daten werden dabei bspw. von Laserscannern erfasst und mithilfe spezieller Software am PC in 3D-Modelle umgewandelt.

## Allgemein
Die in 3D-Dokumentationen vorgehaltenen Daten lassen sich unter anderem mithilfe von Laserscannern erheben und dann mit Computerprogrammen in virtuelle Modelle verwandeln. In dieser virtuellen 3D-Umgebung können die Objekte und Räume dann betrachtet, vermessen oder bearbeitet werden. Im Gegensatz zu herkömmlichen zweidimensionalen Dokumentationen lassen sich mit 3D-Dokumentationen komplexe Oberflächenstrukturen und Volumina genau und vollständig erfassen sowie räumliche Verhältnisse widerspruchsfrei wiedergeben.

## Technologie
Die Entwicklung mobiler 3D-Messsysteme hat in den vergangenen Jahren maßgeblich dazu beigetragen, dass die 3D-Dokumentation branchenübergreifend immer häufiger verwendet wird. Das 3D-Laserscanning ermöglicht es zum einen, den Ist-Zustand von Objekten und Räumen direkt vor Ort zu erfassen. Sie arbeiten weitaus schneller und präziser als konventionelle Dokumentationsmethoden. Das funktioniert im Großen wie im Kleinen: Je nach Modelldesign dokumentieren die Laserscanner kleinste Bauteile oder ganze Fabriken. Die leistungsfähigsten Laserscanner erzeugen eine Punktwolke der gesamten Umgebung mit einer Geschwindigkeit von rund einer Million Messpunkten pro Sekunde. Die Messdaten werden in digitaler Form auf einem Speichermedium (bspw. SD-Karte) abgespeichert.
Die Rohdaten werden am PC weiterverarbeitet. In der rechnergestützten Konstruktion wird die Punktewolke in Volumenmodelle der Objekte umgewandelt.
Diese können dann in zwei- bzw. dreidimensionalen Zeichnungen oder in bewegbaren Visualisierungen wiedergegeben werden. So lassen sich neue Bauteile bereits am PC an einer bestehenden Anlage austesten.

## Anwendungsgebiete
Technologische Fortschritte und neue Anwendungsmöglichkeiten machen 3D-Dokumentation für eine Vielzahl von Unternehmen interessant. Der Eintritt in die Serienproduktion senkt die Kosten der Messsysteme. 3D-Dokumentation etabliert sich in der Architektur und im Bauingenieurwesen.
Die Technologie ist allerdings vielseitig einsetzbar. Die Anwendungsgebiete reichen von der Erfassung von Industrieanlagen, Denkmälern, Prototypen, Tunneln, Wäldern bis hin zu Einsatzszenarien im Hoch- und Tiefbau, bei archäologischen Ausgrabungen sowie in der Automobil- und Luftfahrtindustrie. Darüber hinaus findet 3D-Dokumentation auch in Branchen wie Filmproduktion, Unfallforschung, Gerichtsmedizin oder Medizintechnik Verwendung.
In der Bau- und Immobilienwirtschaft ist die 3D-Dokumentation für eine Vielzahl von Anwendungen geeignet: beispielsweise für das Erfassen von Bestandsbauten oder beschädigten Bauwerken. Mithilfe der 3D-Dokumentation lassen sich die Objekte fotorealistisch darstellen, Flächen und Volumina zur Massenermittlung errechnen sowie Grundrisse, Schnitte und Ansichten erzeugen. Messgeräte wie Laserscanner können neben der Gebäudehülle alle relevanten Einbauten wie Versorgungstraßen und sichtbare Rohrleitungen dreidimensional und mit ihren exakten Dimensionen erfassen, dass den bisherigen Arbeitsaufwand deutlich reduziert.
Mit den gewonnenen Daten ist die Erstellung von Bestandsplänen, Ausführungsdokumentationen, virtuellen Bauzeichnungen und Bestandsanalysen einfach, schnell und kostengünstig realisierbar, ebenso das Building Information Modeling (BIM) als Planungsgrundlage sowie für virtuelle Gebäudemodelle.
3D-Dokumentation verändert auch die Arbeitsweise. Einmal erfasste digitale Datensätze lassen sich über das Internet an beliebig viele Personen verteilen und können ortsunabhängig zur Verarbeitung zur Verfügung gestellt werden.
Des Weiteren wird so nur wenig Platz für die Archivierung benötigt und die Dokumente lassen sich beliebig weiterverwenden.